# Siccia decolorata
Siccia decolorata är en fjärilsart som beskrevs av De Toulgoët 1954. Siccia decolorata ingår i släktet Siccia och familjen björnspinnare. Inga underarter finns listade i Catalogue of Life.